# Xəzri Buzovna Baku
Xəzri Buzovna Baku (azer. Xəzri Buzovna Futbol Klubu) – nieistniejący azerski klub piłkarski, z siedzibą w Baku. 

## Historia
Chronologia nazw:
- 1992–1993: Xəzri Buzovna
- 1993–1994: Xəzri-Eltac Buzovna
- 1994–...: Xəzri Buzovna Baku

Piłkarska drużyna Xəzri została założona w miejscowości Buzovna (koło Baku) w 1992. W 1993 klub pod nazwą Xəzri-Eltac Buzovna debiutował w Wyższej Lidze Azerbejdżanu, w której występował do 1998. W 1994 zmienił nazwę na Xəzri Buzovna Baku. W sezonie 1997/98 po 8 kolejkach z przyczyn finansowych zrezygnował z dalszych występów i został rozwiązany.

## Sukcesy
- Mistrzostwa Azerbejdżanu:

wicemistrz: 1995/1996
brązowy medalista: 1996/1997
- Puchar Azerbejdżanu:

finalista: 1996/1997

## Europejskie puchary
Legenda do wszystkich tabel:
- Q – runda eliminacyjna, 1/16, 1/8, 1/4, 1/2 – odpowiednia faza rozgrywek, Grupa – runda grupowa, 1r gr – pierwsza runda grupowa, 2r gr – druga runda grupowa, F – finał, R – runda, PO – play-off
- k. – rzuty karne, los. – losowanie, Dogr. – dogrywka, w. – zasada bramek strzelonych na wyjeździe

| Sezon   | Rozgrywki   | Runda | Przeciwnik    | Dom | Wyjazd | Ogólnie |
| ------- | ----------- | ----- | ------------- | --- | ------ | ------- |
| 1996/97 | Puchar UEFA | 1Q    | Hutnik Kraków | 2–2 | 0–9    | 2–11    |